# Мангулаул
Мангулаул — село в Кизлярском районе Дагестана. Входит в состав Крайновского сельсовета.

## Географическое положение
Населённый пункт расположен на правом берегу реки Старый Терек, в 9 км к юго-западу от центра сельского поселения — Крайновка и в 67 км к востоку от города Кизляр.

## Население
| 1926 | 1970 | 1989 | 2002 | 2010 | 2021 |
| ---- | ---- | ---- | ---- | ---- | ---- |
| 96   | ↗470 | ↘136 | ↘105 | ↘59  | ↘54  |

Национальный состав
По данным Всесоюзной переписи населения 1926 года:
| № | Национальность | Численность, чел. | Доля  |
| - | -------------- | ----------------- | ----- |
| 1 | ногайцы        | 96                | 100 % |

По результатам Всероссийской переписи населения 2010 года:
| № | Национальность | Численность, чел. | Доля   |
| - | -------------- | ----------------- | ------ |
| 1 | ногайцы        | 38                | 64,4 % |
| 2 | аварцы         | 17                | 28,8 % |
| 3 | другие         | 4                 | 6,8 %  |

По данным Всероссийской переписи населения 2010 года, в селе проживало 59 человек (27 мужчин и 32 женщины).